# Amiana niama
Amiana niama is een vlinder uit de familie van de uilen (Noctuidae). De wetenschappelijke naam van deze soort is voor het eerst voorgesteld door Harrison Gray Dyar Jr. in een publicatie uit 1904.
De soort komt voor in de Verenigde Staten.